# Langer Heinrich
La Langer Heinrich è una gru galleggiante, vincolata dal Ministero per i Beni e le Attività culturali nel 2002, costruita in Germania nel 1915, tuttora funzionante, ed attualmente in servizio presso il porto di Genova.

## Storia
Fra le più antiche gru galleggianti tuttora conservate, la Langer Heinrich è un testimone importante della storia industriale e militare del Novecento.

### Costruzione
Ordinata dalla marina militare tedesca (Kaiserliche Marine) la gru, dalla capacità di sollevamento di 250 t, fu costruita nel 1915 a Bremerhaven allo scopo di costituire un ausilio nella costruzione delle unità navali della marina stessa, che in quegli anni si stava armando in conseguenza delle vicende che condussero alla prima guerra mondiale.
La realizzazione dell'apparato di sollevamento fu affidata alla DEMAG (Deutsche Machinenfabrik AG) di Duisburg, mentre lo scafo venne approntato presso i cantieri Weser AG di Bremerhaven. Denominata in origine unicamente come "Grosse Schwimmkran" e ufficialmente battezzata con il nome di Langer Heinrich, il natante costituiva un'unità navale vera e propria, dotata di propri organi di propulsione alimentati a vapore, e fu immatricolata presso il registro Germanischer Lloyd con il numero BD 6000.
L'imponente gru fu costruita con profilati metallici chiodati a mano, secondo le tecniche costruttive dell'epoca, provenienti dalla Gutehofnugshütte di Oberhausen, una compagnia che aveva origini dalla più antica fonderia della Ruhr.
Il primo impiego della Langer Heinrich risulta presso la base navale di Wilhelmshaven; la stessa venne in seguito impiegata anche a Bremerhaven, per impieghi analoghi.

### L'impiego in Germania e le due guerre
Diventata operativa nello stesso 1915, già nel 1916 la gru fu impiegata per lavori di costruzione e di demolizione navi presso l'impianto di assegnazione.
Al termine della prima guerra mondiale l'unità, a causa delle peculiari caratteristiche dello scafo che ne sconsigliavano la navigazione per grossi viaggi, non fu requisita e trasportata oltremanica, ma rimase operativa a Wilhemshaven, partecipando fra l'altro alle operazioni di disarmo dell'incrociatore Hindenburg.
Negli anni venti del XX secolo iniziò un periodo di intenso lavoro, conseguente alla politica di riarmo condotta dalla Germania; la documentazione anche fotografica pervenuta ai giorni nostri conferma fra l'altro il suo impiego per la costruzione delle navi Tirpitz e Admiral Graf Spee, divenendo uno dei simboli delle città portuali in cui operava e conquistandosi perfino la raffigurazione sulle banconote da cinquecento miliardi di Marchi stampate al tempo della forte inflazione che interessava la Repubblica di Weimar.
La Langer Heinrich restò fortunosamente indenne durante i bombardamenti alleati del 1944, e nell'immediato dopoguerra fu requisita dal governo degli Stati Uniti per lo sgombero dai relitti e detriti del porto di Bremerhaven e, fra l'altro, per il varo del nuovo ponte ferroviario metallico sul Weser a Brema.
Nel 1955 le macchine a vapore furono sostituite con quelle diesel elettriche, fu questa l'unica modifica eseguita rispetto alla costruzione originaria. La gru proseguì la sua attività nei porti tedeschi fino al 1958 quando fu noleggiata dal governo della Repubblica Federale Tedesca per l'impiego a servizio della propria flotta militare. Anche a causa degli elevati costi di gestione, tale contratto di noleggio cessò nel 1980, anno in cui l'unità fu restituita al governo statunitense che la mise in vendita.
L'unità operò in quegli anni per conto della società Motorenwerke Bremenhaven che la mise a sua volta in vendita nel 1985.

### La nuova vita in Italia
Sempre nel 1985 il gruppo Coe & Clerici acquistò la Langer Heinrich e ne curò il trasporto in Italia affidandone l'utilizzo alla Società Movimentazione Carbone S.p.A. (So.Mo.Car.) che la impiegò per un paio di anni nello scarico di carbone destinato ad una centrale Enel presso il porto sardo di Sant'Antioco.
Nel 1998 la gru cambiò nuovamente la propria sede operativa: trasportata a Genova fu acquistata dalla società SO.GE.I. S.r.l. di Genova, che la utilizza per diversi lavori di costruzione, demolizione, movimentazione navale.
Grazie alla disponibilità del nuovo armatore, nel 2002 la Soprintendenza Patrimonio Storico Artistico Etnoantropologico della Liguria (PSAEL) curò l'istruttoria per la "Dichiarazione di interesse particolarmente importante" secondo quanto previsto dal Codice per i Beni Culturali e per il Paesaggio.
Con il vincolo di tutela inizia per la Langer Heinrich una nuova "vita" perché il suo utilizzo non è più solo lavorativo, ma all'attività squisitamente portuale si affianca anche quella didattico-culturale che ebbe il suo avvio ufficiale nel 2004, nell'ambito della manifestazione "Genova capitale europea della cultura". Presentata nell'area del Porto Antico e aperta al pubblico, la gru fu visitata in tale occasione da 3000 persone in una settimana ed ospitò uno spettacolo teatrale[1].
Da allora la gru ospita periodicamente iniziative di tipo culturale.

## Caratteristiche tecniche
La sala macchine ospita 4 motori diesel a due tempi, sovralimentati, ciascuno della potenza di 358 kW a 600 giri/minuto. Ciascuno di essi è accoppiato permanentemente a 2 dinamo da 105 kW e una da 50 kW, che rendono disponibile l'energia elettrica a 220 V necessaria a tutti i dispositivi di bordo.
Gli argani presenti sono 4:
- Argano principale, da 250 t
- Argano secondario, da 50 t
- Argano secondario, da 20 t
- Argano ausiliario, da 10 t, non più attivo.

Lo scafo di questa inconsueta unità navale è realizzato in acciaio chiodato, con paratie stagne, ed è lungo 47,97 metri. L'immersione massima risulta di 3,18 metri, ciò che lo rende particolarmente adatto ad operare in zone portuali. Per il bilanciamento della gru sono presenti a poppa una zavorra solida da 420 t, nonché due casse di bilanciamento.
La velocità di avanzamento della nave è di soli 4 nodi, comunque sufficiente per le prestazioni richieste.

### La ricostruzione dell'apparato motore
Nel 1955 la macchina a vapore della gru fu smantellata e sostituita da 4 motori Diesel, modificando di conseguenza l'intero sistema di controllo, divenuto da allora elettromeccanico. I nuovi macchinari furono forniti dalle società Siemens Schuckertwerke di Amburgo e Motorenfabrik Darmstadt AG (MODAG). I lavori furono eseguiti presso i cantieri Nord-Meutscher Lloyd Werftbetrieb,di Bremerhaven.
L'aspetto esteriore mutò parzialmente, con la scomparsa del tipico fumaiolo delle navi a vapore e con il ridimensionamento della tuga macchine esterna. A tale modifica corrispose una maggiore disponibilità di spazi in coperta.

## Conservazione
Nel 2005 iniziò un importante lavoro di restauro che interessò l'intera struttura della gru con l'obiettivo di riportare la Langer Heinrich alla sua originaria bellezza e funzionalità. 
L'attività di restauro è stata seguita dalla società Gardella Gino con la collaborazione della PSAEL (Soprintendenza Patrimonio Storico Artistico Etnoantropologico della Liguria).
Tale restauro, terminato nel 2008, è stato coronato dalla prova di collaudo (RINA) che verifica la capacità di sollevamento della gru che, nell'occasione, ha sollevato 275 tonnellate[2].